# Shogakukan Asia
A Shogakukan Asia Pte. Ltd. (小学館アジア; Hepburn: Shōgakukan Ajia) szingapúri székhelyű mangakiadó vállalat, a Shogakukan leányvállalata. A céget 2013. szeptember 18-án alapították.
A vállalat a kiadványait Szingapúrban, Malajziában, Indonéziában, a Fülöp-szigeteken, Thaiföldön és Bruneiben forgalmazza.

## Kiadványaik

### Mangák
- BanG Dream! (Kasivabara Mami)[7]
- Dzsunkecu Lovers (Takamija Szatoru)[8]
- Ószama va sicudzsi-szama (Siiba Nana)[9]
- Conan, a detektív (Aojama Gósó)[10]
- Crisis
  - Mori no Crisis (Okada Jasznunori)[11]
- Doraemon (Fudzsiko F. Fudzsio)[12]
- Football Nation (Otake Juki)[13]
- Future Card Buddyfight (Tamura Micuhisza)[14]
- Future Card Buddyfight Dark Game iden (Josida Maszanori)[15]
- Kobajasi ga kavai szugite curai!! (Ikejamada Go)[16]
- Súmacu no Laughter (Tanabe Yellow)[17]
- Júsa ga sinda! (Szubaruicsi)[18]
- The LKY Story (Nabeta Josio, Fudzsivara Josihide)[19]
- Magi: The Adventures of Sinbad (Ótaka Sinobu)[20]
- Magi: The Labyrinth of Magic (Ótaka Sinobu)[21]
- Megane dansi Club (Kavamaru Sin)[22]
- Mobile Suit Gundam Thunderbolt (Ótagaki Jaszuo)[23]
- Pokémon
  - Kivamero! Pokémon B+W (Kacumi Naoto)[24]
  - Pokémon Adventures (Kuszaka Hidenori, a 42. kötettől)[25]
  - Pokémon the Movie XY: Hakai no maju to Diancie (Kitamura Kendzsi)[26]
  - Kyurem vs. szeikensi Keldeo (Inoue Momota)[27]
  - Sinszoku no Genesect: Mewtwo kakuszei? (Inoue Momota)[28]
- Gin no szadzsi (Arakava Hiromu)[29]
- Yo-kai Watch (Konisi Norijuki)[30]

### Egyebek
- Shogakukan no zukan Neo
  - Shogakukan no zukan Neo honmono no ókisza ehon (Kato Aicsi, képeskönyvsorozat)[31]
  - Shogakukan no zukan Neo Craft Book (Maszajori Kamija, papírmodell-sorozat)[32]
- Shogakukan no gakunen becu gakusú zassi (Kanai Maszajuki, ismeretterjesztő könyvsorozat)[33]